# Какуни
Какуни (яп. 角 煮 букв. «тушёный квадрат») — японское блюдо из тушёной свинины.
Какуни — популярное блюдо региональной кухни (мейбуцу — термин, который чаще всего применяется к региональным блюдам) острова Кюсю, особенно Нагасаки. Это блюдо, скорее всего, произошло от знаменитого китайского блюда свинина Донгпо, что делает его одной из форм японско-китайской кухни, хотя подливка у какуни менее тяжёлая, чем у оригинала. Во времена Империи Мин и Империи Сун главный китайско-японский торговый путь существовал между Ханчжоу и Кюсю. Многие китайцы жили в крупных портовых городах Кюсю, таких как Нагасаки; также много японцев жили в Ханчжоу. Поэтому свинина была популяризирована в крупных городах Кюсю.
Окинавский региональный вариант называется рафуте.

## Приготовление
Какуни готовится из толстых кубиков свиной грудинки, сваренных в даси, соевом соусе, мирине, сахаре и саке. При длительной варке при низкой температуре коллаген распадается на желатин, благодаря чему мясо остается влажным, но становится очень нежным, что позволяет легко употреблять его палочками для еды. Блюдо часто подают с луком, дайконом и горчицей караши.